# Орест Пінто
Орест Пінто (нід. Oreste Pinto) — офіцер британської армії, розвідник і контррозвідник, учасник Першої і Другої світових війн, а також автор шпигунських романів.

## Біографія
Орест Пінто народився в Амстердамі. В 1913 році примкнув до Другого (розвідувального) управління Генерального штабу СВ Франції.
У роки Другої світової війни він перебрався до Лондону, де був завербований британськими спецслужбами і вступив на посаду слідчого, який займався допитом біженців в Патріотичній школі імені королеви Вікторії.
За час роботи Пінто завдяки феноменальній пам'яті, володінню іноземними мовами, а також психологічній підготовці розкрив вісім шпигунів абверу (що, також, може пояснитися їх поганою підготовкою). Після висадки союзних військ у Нормандії в званні підполковника служив вже на континенті в штабі генерала Ейзенхауера, який називав Пінто «найбільшим з нині живучих авторитетів в сфері безпеки». Газета «Дейлі Телеграф» охарактеризувала Пінто як «людину з нюхом собаки-шукачі».
З іншого боку, співробітники британської контррозвідки MI5 ставилися до заслуг Пінто вельми скептично, вважаючи, що він неймовірно перебільшив в мемуарах свої досягнення.
Перша його книги побачила світ в 1952 році, в Лондоні. У своїх книгах Пінто пише про свою феноменальну пам'ять, яка була дана йому від природи і завдяки якій він зробив кар'єру контррозвідника. Також, в своїх публікаціях, критично ставиться до жінок в якості агентів спецслужб.
1959—1961 році телекомпанія BBC випустила телесеріал, заснований на спогадах письменника, а в 1962 році, вже після його смерті, вийшов голландський телесеріал про нього з Фріцем Бютцеларом в головній ролі.

## Публікації
1. Мисливець за шпигунами
2. Друг чи ворог?
3. Таємний фронт
4. Жінки-шпигуни. Серія «З історії шпигунства»
5. Подвійні агенти. Серія «З історії шпигунства»
6. Шелесткий привид